# Veerle Peters
Veerle Peters (Horst, 9 januari 1999) is een Nederlandse actrice. Ze is vooral bekend geworden door haar rol als Celine Tins in SpangaS. Daarvoor speelde ze rollen in de korte films Black Pawn en Underneath the Lies, beide uit 2016.

## Filmografie
- Black Pawn - Jenn (2016)
- Underneath the Lies - Kimberley (2016)
- SpangaS - Celine Tins (2018-12 april 2018)
- Mijn Beste Vriendin Anne Frank - Margot Frank (2021)

## Theater
- Het geheugen van water - Katrien (2018)